# Eudryas brevipennis
Eudryas brevipennis es una  especie de polilla de la familia Noctuidae. Es originario del oeste de Estados Unidos desde Idaho a Utah y California. Su hábitat es pantanoso.
Tiene una envergadura de 26-35 mm. Los adultos se encuentran en vuelo desde mayo a agosto.
Las larvas se alimentan de Vitis, Oenothera biennis, Ludwigia, Lythrum, Decodon verticillatus y Hibiscus. En California han sido registrados en Epilobium ciliatum y Oenothera.